# Rasiguères
Rasiguères – miejscowość i gmina we Francji, w regionie Oksytania, w departamencie Pireneje Wschodnie.
Według danych na rok 1990 gminę zamieszkiwało 165 osób, a gęstość zaludnienia wynosiła 12 osób/km² (wśród 1545 gmin Langwedocji-Roussillon Rasiguères plasuje się na 742. miejscu pod względem liczby ludności, natomiast pod względem powierzchni na miejscu 579.).

## Populacja

Populacja Rasiguères w latach 1962–2008